# Patinação artística nos Jogos Olímpicos de Inverno de 1968 - Duplas
A competição de duplas da patinação artística nos Jogos Olímpicos de Inverno de 1968 foi disputado entre 18 duplas.

## Medalhistas
| Ouro   | URS Ludmila Belousova / Oleg Protopopov |
| Prata  | URS Tatiana Zhuk / Alexander Gorelik    |
| Bronze | FRG Margot Glockshuber / Wolfgang Danne |

## Resultados
| #                 | Nome                                      | País                   | PC | PL | Pontos | Pos. |
| ----------------- | ----------------------------------------- | ---------------------- | -- | -- | ------ | ---- |
| Medalha de ouro   | Ludmila Belousova / Oleg Protopopov       | URS União Soviética    | 1  | 1  | 315.2  | 10   |
| Medalha de prata  | Tatiana Zhuk / Alexander Gorelik          | URS União Soviética    | 2  | 2  | 312.3  | 17   |
| Medalha de bronze | Margot Glockshuber / Wolfgang Danne       | FRG Alemanha Ocidental | 3  | 3  | 304.4  | 30   |
| 4                 | Heidemarie Steiner / Heinz-Ulrich Walther | GDR Alemanha Oriental  | 4  | 4  | 303.1  | 37   |
| 5                 | Tamara Moskvina / Alexei Mishin           | URS União Soviética    | 6  | 5  | 300.3  | 44   |
| 6                 | Cynthia Kauffman / Ronald Kauffman        | USA Estados Unidos     | 5  | 7  | 297.0  | 58   |
| 7                 | Sandi Sweitzer / Roy Wagelein             | USA Estados Unidos     | 8  | 6  | 294.5  | 64.5 |
| 8                 | Gudrun Hauss / Walter Häfner              | FRG Alemanha Ocidental | 7  | 9  | 293.6  | 67   |
| 9                 | Irine Müller / Hans-Georg Dallmer         | GDR Alemanha Oriental  | 9  | 8  | 289.4  | 82   |
| 10                | Bohunka Srámkova / Jan Srámek             | TCH Checoslováquia     | 10 | 10 | 285.8  | 91.5 |
| 11                | Mariane Streifler / Herbert Wiesinger     | FRG Alemanha Ocidental | 12 | 11 | 282.7  | 100  |
| 12                | Liana Drahova / Peter Bartosiewicz        | TCH Checoslováquia     | 11 | 15 | 276.8  | 116  |
| 13                | JoJo Starbuck / Kenneth Shelley           | USA Estados Unidos     | 14 | 12 | 276.0  | 121  |
| 14                | Linda Connolly / Colin Taylforth          | GBR Grã-Bretanha       | 13 | 14 | 274.1  | 120  |
| 15                | Janina Poremska / Piotr Sczypa            | POL Polônia            | 15 | 13 | 272.2  | 129  |
| 16                | Anna Forder / Richard Stephens            | CAN Canadá             | 16 | 16 | 269.2  | 138  |
| 17                | Betty McKilligan / John McKilligan        | CAN Canadá             | 17 | 17 | 254.8  | 154  |
| 18                | Linda Bernard / Raymond Wilson            | GBR Grã-Bretanha       | 18 | 18 | 251.2  | 160  |

Legenda
| Recorde mundial      | Recorde mundial (World record)               |                       | Recorde africano                      | Recorde africano (African) |                                           | Q | Classificado por posição (Qualified) |
| Recorde olímpico     | Recorde olímpico (Olympic record)            | Recorde da América    | Recorde da América (Americas)         | q                          | Classificado por melhor tempo (Qualified) |   |                                      |
| Melhor marca do ano  | Melhor marca do ano (World leading)          | Recorde asiático      | Recorde asiático (Asian)              | DNS                        | Não largou (Did not start)                |   |                                      |
| Recorde nacional     | Recorde nacional (National record)           | Recorde europeu       | Recorde europeu (European)            | DNF                        | Não terminou (Did not finish)             |   |                                      |
| Recorde pessoal      | Recorde pessoal do atleta (Personal best)    | Recorde da Oceania    | Recorde da Oceania (Oceania)          | DSQ / DQ                   | Desclassificado (Disqualified)            |   |                                      |
| Recorde da temporada | Recorde da temporada do atleta (Season best) | Recorde sul-americano | Recorde sul-americano (South America) | NM                         | Sem marca (No mark)                       |   |                                      |